# Three Days Grace (Album)
Three Days Grace ist das Debütalbum der kanadischen Alternative-Metal-Band Three Days Grace. Das Album erschien am 22. Juli 2003.

## Entstehung
Als 1997 sich die ehemalige Band Groundswell unter dem Namen Three Days Grace wiedervereinte, entschied sich die Band in Toronto mit dem Produzenten Gavin „Golden“ Brown ihr erstes Demo aufzunehmen. Das Demo erhielt ein positives Feedback, daraufhin entschieden sich Three Days Grace, das gleichnamige Album aufzunehmen.

## Titelliste
Alle Texte wurden von Three Days Grace und Gavin „Golden“ Brown geschrieben.
1. Burn – 4:27
2. Just Like You – 3:06
3. I Hate Everything About You – 3:51
4. Home – 4:20
5. Scared – 3:13
6. Let You Down – 3:44
7. Now or Never – 3:01
8. Born Like This – 3:32
9. Drown – 3:28
10. Wake Up – 3:24
11. Take Me Under – 4:18
12. Overrated – 3:30

## Singles
1. I Hate Everything About You (21. Oktober 2003)
2. Just Like You (15. Juni 2004)
3. Home (14. Dezember 2004)
4. Wake Up (2004)

## Rezeption
Daniel Gerhardt von Plattentests.de bewertete diese CD mit 4 von 10 Punkten und schrieb: „Die haben die Ansätze, die trauen sich auch was. Aber am Ende landen sie halt doch wieder dort, wo all die anderen schon waren.“ Die Leser von Plattentests.de dagegen bewerteten das Album mit 8 von 10 Punkten.

## Kommerzieller Erfolg

### Chartplatzierungen
Three Days Grace erreichte Platz 69 der Billboard 200.
| ChartsChartplatzierungen       | Höchstplatzierung | Wochen |
| ------------------------------ | ----------------- | ------ |
| Vereinigte Staaten (Billboard) | 69 (82 Wo.)       | 82     |

| ChartsJahrescharts (2004)      | Platzierung |
| ------------------------------ | ----------- |
| Vereinigte Staaten (Billboard) | 97          |

### Auszeichnungen für Musikverkäufe
| Land/Region               | Auszeichnungen für Musikverkäufe (Land/Region, Auszeichnung, Verkäufe) | Verkäufe  |
| ------------------------- | ---------------------------------------------------------------------- | --------- |
| Kanada (MC)               | Platin                                                                 | 100.000   |
| Neuseeland (RMNZ)         | Gold                                                                   | 7.500     |
| Vereinigte Staaten (RIAA) | 2× Platin                                                              | 2.000.000 |
| Insgesamt                 | 1× Gold · 3× Platin ·                                                  | 2.107.500 |